# Priscilla Garita
 (janvier 2025).
Pour les articles homonymes, voir Garita.
Priscilla Garita est une actrice américaine née le 14 mars 1968 à New York.

## Filmographie

### Films et téléfilms
- 2000 : Road Dogz : Lucy
- 2003 : Undermind (en) : Secrétaire
- 2005 : 212 : Lana
- 2008 : The Fall : La Reporter
- 2008 : InAlienable (en) : Miriam Norris
- 2011 : Borderline Murder (it) : Maria
- 2012 : Overnight : ???
- 2013 : Notes from Dad : mère de Carmen
- 2013 : Insidious : Chapitre 2 : Natalie
- 2014 : Maman à 16 ans (Zoe Gone) : détective Karen Danner
- 2025 : Atropia de Hailey Gates : Gloria

### Séries télévisées
- 1993 : Another World : Kathy Wolikowski
- 1994 : La Force du destin : Anita Santos
- 1996 : As the World Turns : Rita
- 1997-1999 : Sunset Beach : Gabriella « Gabi » Martinez Torres
- 2000 : Diagnostic : Meurtre : Patty (saison 7, épisode 23)
- 2000 : Titans : Samantha Sanchez (Pilote seulement, remplacé par Lourdes Benedicto)
- 2001 : Ed : Jenny (saison 2, épisode 2)
- 2004 : Passions : Theresa Lopez-Fitzgerald (Remplacement pour quelques épisodes durant le congé de maternité de l'actrice Lindsay Hartley)
- 2005 : Charmed : Stacy (saison 8, épisode 4)
- 2009 : Ghost Whisperer : Dr Chase (saison 5, épisode 1)
- 2010 : Los Angeles, police judiciaire : Angela Cordero (saison 1, épisode 7)
- 2011 : Off the Map : Urgences au bout du monde : Tica (saison 1, épisode 8)
- 2011 : Les Experts : Miami : Dr Gallaway (saison 9, épisode 20)
- 2011 : Castle : Officier Bridge (saison 3, épisode 24)
- 2011 : Hôpital central : Lupe
- 2013 : Rizzoli and Isles : Bianca Valdez (saison 4, épisode 3)

## Nomination
- Alma Awards 1999 : nommée dans la catégorie Outstanding Actress in a Daytime Soap Opera pour Sunset Beach (1999).

## Anecdotes
- Elle devait jouer dans la série de NBC Titans mais elle a seulement tourné dans le pilote de la série. Elle fut remplacée par Lourdes Benedicto.
- Elle parle souvent espagnol.